# David Karp
Pour les articles homonymes, voir Karp.
David Karp (né le 6 juillet 1986 à New York), est un entrepreneur américain.
Il est le fondateur et le président-directeur général de la plate-forme de microblogging Tumblr.

## Biographie
Né à New York, Karp a grandi dans l'Upper West Side de Manhattan. Ses parents sont Barbara Ackerman, un professeur de San Anselmo, en Californie, et Michael D. Karp, un compositeur de film et de la télévision. Il a un frère cadet nommé Kevin. Ses parents se sont séparés quand il avait 17 ans. Karp a fréquenté l'école Calhoun à partir de 3 ans à la huitième année, où sa mère enseigne la science. À 11 ans, il a commencé à apprendre le langage HTML et fut bientôt concepteur de sites Web pour les entreprises. Karp a continué à participer à Bronx science pour un an avant d'abandonner à l'âge de 15 ans, pour commencer l'école à la maison. À l'époque, Karp souhaitait entrer dans une université à New York ou au MIT, et faire des projets en dehors du cadre scolaire lui apparaissait comme un moyen d'impressionner les universités. Karp n'est jamais revenu à l'école secondaire et n'a pas son bac. Marco Arment, le premier employé de Tumblr, se souviendra plus tard que Karp évitait de parler de son âge : "Dans les premiers jours de Tumblr, David Karp ne parlait à personne de son âge, il m'a engagé quand il avait 19 ans, et j'ai travaillé pour lui pendant plus d'un an avant d'apprendre la vérité. Lorsqu'il a lâché l'info lors d'une interview. Il voulait le garder pour lui aussi longtemps qu’il le pouvait parce qu'il savait que dès que ça se saurait, chaque histoire à propos Tumblr serait juste sur la jeunesse de David. Il avait raison. Après cela, il donnait des heures d'interview avec de grands rédacteurs de journaux et de magazines, essayant de tout leur dire sur le produit, et l'article sortait comme un vilain petit morceau sur sa jeunesse. Il a fallu des années à Tumblr pour (surtout) sortir de cette image dans la presse.
En 2007, il crée la plate-forme de microblogging Tumblr, qui devient au fil des années un concurrent potentiel aux réseaux sociaux, Facebook et Twitter. En mai 2013, Yahoo! rachète Tumblr pour 1,1 milliard de dollars, Karp reste cependant CEO de la compagnie.

## Distinctions
En 2010, il est nommé par le magazine américain Technology Review, comme l'un des plus grands inventeurs de moins de 35 ans, dans le monde,.